# Atlantic Schooners
Atlantic Schooners war ein geplantes Canadian-Football-Team aus Dartmouth, Nova Scotia, das ab der Saison 1984 in der Canadian Football League (CFL) spielen sollte. Aufgrund einer fehlenden Einigung für ein neues Stadium wurde das Expansion Team aufgelöst.

## Geschichte
Im Mai 1982 gab die CFL bekannt eine bedingte Zusage an Maritime Professional Football Club Ltd. für ein neues CFL-Team in der Halifax-Dartmouth-Region gegeben zu haben. Es wurde mit 8:1 für das Projekt gestimmt, wobei die einzige Nein-Stimme vom Repräsentanten der Montreal Alouettes stammte, welche zu der Zeit selbst zum Verkauf standen. Es wäre die erste Expansion der CFL seit der Aufnahme der BC Lions 1954 gewesen. Bedingung war jedoch, dass die Organisatoren nachweisen konnten, bis Juni 1984 ein geeignetes, 30.000 Plätze umfassendes, Stadion zu haben.
Die CFL setzte eine Expansions-Gebühr von 1,5 Millionen $ fest, mit der die Kosten für die Expansion, darunter auch der Expansion Draft, gedeckt werden sollen. Die Expansions-Gebühr musste bis zum 1. Mai 1983 gezahlt werden. Für das Vorhaben wurden vier bis fünf Millionen Dollar an Betriebskapital für die erste Saison veranschlagt und die Baukosten für das Stadion wurden auf zehn bis fünfzehn Millionen Dollar geschätzt. Als erster Head Coach des Teams wurde John Huard vorgestellt.
Ende August 1982 wurde das Vorhaben durch den Unternehmer R. B. Cameron unterstützt, welcher etwa 50 % in das geplante Team investierte. Anfang November 1982 wurde der Name des geplanten Teams, Atlantic Schooners, vorgestellt, ein Stadium war jedoch weiterhin nicht gefunden. Auch das Logo wurde präsentiert. Es zeigte die weiße Silhouette eines Schoners und vier Wellen vor einem blauen Himmel. Sowohl Name, als auch Logo ähnelten dabei einem lokalen Bierproduzenten, der jedoch keinerlei Verbindung zu dem geplanten Franchise hatte.
Im Februar 1983 gaben die Verantwortlichen ihre Pläne für das neue Stadion bekannt. Man einigte sich mit dem Bürgermeister von Dartmouth auf das mieten von 18 Hektar Land für einen Zeitraum von 20 Jahren. 3,6 Hektar sollte dabei das Stadion einnehmen, der Rest sollte für über 4000 Parkplätze genutzt werden. Die Baukosten wurden auf sechs Millionen Dollar festgesetzt.
Jedoch wies die CFL die Expansionspläne der Schooners am 5. Mai 1983 zurück, gab ihnen jedoch eine sechswöchige Frist, in der sie einen neuen Plan einreichen konnten. Würde dieser jedoch auch zurückgewiesen, so wären die Schooners bis auf weiteres abgelehnt. Mitte Juni 1983 wurden die Schooners auf Grund fehlender Finanzierung für das Stadion zurückgezogen. Der Rückzug kurz vor Ende der Deadline der CFL wurde gewählt, da die Verantwortlichen der Ansicht waren, dass ein Rückzug im Falle eines erneuten Anlaufes besser wäre als eine Zurückweisung durch die CFL.